# Kirill Grigorian
Kirill Grigorian (n. 2 aprilie 1992, Sankt Petersburg, Rusia) este un trăgător de tir ce a reprezentat Rusia, medaliat olimpic. A participat la o ediție a Jocurilor Olimpice (2016) în care a câștigat o medalie de bronz.

## Participări
Lista de mai jos prezintă principalele competiții la care a participat Kirill Grigorian de-a lungul carierei.
- Tiro nos Jogos Olímpicos de Verão de 2016 - Carabina deitado 50 m masculino[*]